# Daniël Mensch
Daniël Theodor Mensch  (ur. 4 października 1978), holenderski wioślarz. Srebrny medalista olimpijski z Aten.
Zawody w 2004 były jego jedynymi igrzyskami olimpijskimi. W stolicy Grecji medal zdobył w ósemce. Brał udział w kilku edycjach mistrzostw świata.